# Acaena pumila
Acaena pumila es una especie de planta del género Acaena, perteneciente a la familia Rosaceae.

## Taxonomía
Acaena pumila fue descrita por Vahl en 1804.

## Distribución
Se encuentra en el territorio sur de Argentina, sur de Chile y en las islas Malvinas.